# (32859) 1993 EL
1993 إي أل (ويعرف أيضًا باسم (32859) 1993 إي أل وفق تسمية الكوكب الصغير) (بالإنجليزية: 1993 EL)‏ هو كويكب ضمن حزام الكويكبات؛ وترتيبه 32859 من حيث الاكتشاف.
اكتُشف هذا الجُرم الفلكي بواسطة Timothy B. Spahr ‏ في 15 مارس 1993.

## وصلات خارجية
- (32859) 1993 EL في قاعدة بيانات مختبر الدفع النفاث لأجرام النظام الشمسي الصغيرة

- الاكتشاف · مخطط المدار ·  العناصر المدارية · المعلمات المادية

- (32859) 1993 EL على موقع ويكي سكاي: DSS2, SDSS, GALEX, IRAS, Hydrogen α, X-Ray, Astrophoto, Sky Map, Articles and images